# Donja Rijeka (Chorwacja)
Donja Rijeka – wieś w Chorwacji, w żupanii kopriwnicko-kriżewczyńskiej, w gminie Gornja Rijeka. W 2011 roku liczyła 218 mieszkańców.